# Мезень (Плесецкий район)
Мезень — деревня в Плесецком районе Архангельской области.

## География
Находится в северо-западной части Архангельской области на расстоянии приблизительно 72 км на запад по прямой от административного центра района поселка Плесецк у юго-восточного берега озера Ундозеро.

## История
В 1873 году здесь было учтено 7 дворов, в 1905 — 11 дворов. Тогда деревня входила в состав Красновской волости Пудожского уезда Олонецкой губернии. При советской власти включалась в состав Приозерного района Архангельской области, позднее — в состав Плесецкого района. С 2004 по 2021 год входила в состав Ундозерского сельского поселения, до его упразднения в связи с преобразованием городских и сельских поселений Плесецкого муниципального района путём их объединения и наделения вновь образованного муниципального образования статусом Плесецкого муниципального округа.

## Население
| 2002 | 2010 | 2012 |
| ---- | ---- | ---- |
| 0    | →0   | →0   |

Численность населения: 41 человек (1873 год), 51 (1905), 1 (100 % русские) в 2002 году, 0 в 2010.